# Isola del Teschio
L'isola del Teschio è un'immaginaria isola perduta teatro dei film di King Kong. È il luogo da cui il gorilla gigante Kong proviene. La caratteristica peculiare di quest'isola risiede nella fauna di tipo preistorico, con varie creature mostruose.
È infatti popolata da dinosauri (fra cui il Vastatosaurus rex, grande avversario di Kong), insetti giganteschi, pipistrelli ed altre creature mostruose, e naturalmente da Kong, appartenente alla razza dei Megaprimatus kong, di cui è l'ultimo esemplare. Sull'isola vivono anche degli uomini primitivi che venerano Kong e per placare la sua ira gli donano in sacrificio delle giovani donne.
Il nome dell'isola deriva - nel primo film - dalla forma del suo rilievo più alto, a forma di teschio. Le pellicole giapponesi ispirate al personaggio di King Kong mutano il nome dell'isola e varie sue caratteristiche.
La collocazione geografica dell'isola è, nell’Oceano Indiano, a sud ovest di Sumatra.

## Apparizioni

### Film del 1933
Nel film King Kong del 1933, l'isola è nominata per la prima volta dal cineasta Carl Denham durante il viaggio sulla nave S.S. Adventure.
Un capitano norvegese amico di Denham, anni prima, aveva recuperato una piroga con un indigeno moribondo il quale, prima di passare a miglior vita, era riuscito a disegnare una mappa dell'isola, che il capitano in seguito aveva donato a Denham a Singapore.
L'isola si trova da qualche parte ad ovest di Sumatra.
La sua conformazione è prevalentemente montuosa e le coste sono formate da ripidi pendii, con l'eccezione di una piccola penisola sabbiosa dove sorge il villaggio degli indigeni adoratori di Kong.
Un'alta muraglia di pietra separa gli umani dalla giungla infestata di mostri preistorici come Stegosauri, Brontosauri, Tirannosauri, Pteranodonti, Elasmosauri, varani giganti a due zampe e ovviamente Kong.
In varie scene eliminate del film del 1933 l'isola appare popolata da molti altri animali spaventosi: dei ragni giganti, uno Styracosauro, un enorme insetto tentacolare, un granchio gigante, un Gigantophis, un Cynognathus, un Arsinotherium (che avrebbe dovuto inseguire e bloccare i marinai sul tronco al posto dello stiracosauro, prima che entrambi fossero alla fine scartati) e tre Triceratopi che Kong avrebbe affrontato tra la sequenza della palude e quella del tronco, scagliandogli contro dei massi uccidendone due e scatenando l'esemplare superstite contro i marinai.
Il nome dell'isola deriva dalla forma del suo rilievo più alto, a forma appunto di teschio.

### Il figlio di King Kong(1933)
Ne Il figlio di King Kong (1933), sequel del primo film, si apprende che sull'isola, oltre ai mostri preistorici già citati, vivono anche un Nothosaurus simile a un drago, posto a difesa di un preziosissimo idolo, uno Styracosaurus, un serpente marino gigante, un orso delle caverne ed appunto il figlio di Kong.
Alla fine del film l'isola sprofonda a causa di un cataclisma vulcanico.

### Il trionfo di King Kong(1962)
Nel film giapponese Il trionfo di King Kong (1962), un sequel di Godzilla, il nome dell'isola fittizia diviene Faro.
Un gruppo di esponenti di una casa farmaceutica si recano sull'isola per trovare delle bacche dotate di potenti agenti anestetici.
L'isola non presenta dinosauri, ma solo animali in versione "gigante", come il polpo Oodako, una lucertola lunga un metro e naturalmente Kong, che difende il villaggio degli indigeni dagli attacchi di Oodako.

### King Kong, il gigante della foresta(1967)
Anche nel film giapponese King Kong, il gigante della foresta del 1967 il nome dell'isola viene cambiato, stavolta in Mondo.
I mostri residenti sono il dinosauro carnivoro Gorosaurus ed un serpente marino.
Non c'è traccia di insediamenti umani, ma in alcune scene è visibile un indigeno.

### Film del 1976 e 1986
Nel film King Kong del 1976, primo remake del film del 1933, l'isola del Teschio prende nome dalla sua stessa forma, del tutto simile ad un teschio umano.
Essa è protetta da un banco di nebbia fisso, immobile. Stando a quanto detto da uno dei protagonisti, l'isola si trova sopra una gigantesca massa di petrolio (da qui la nebbia che protegge l'isola) basando la sua teoria su delle fotografie scattate da un satellite della NASA.
È presente il villaggio degli indigeni devoti a Kong (la muraglia che protegge gli umani stavolta è fatta di legno), ma gran parte della fauna dell'isola è cambiata.
Ad apparire fisicamente sono solo Kong e un serpente gigante.
Nel sequel del film, King Kong 2, l'isola non appare, ma il personaggio Mitchell ipotizza che un tempo essa e il Borneo (nel quale egli trova un esemplare femmina della specie di Kong) facessero parte di un'unica isola.

### Serie animata del 2000 & 2023
Nella serie animata King Kong (Kong: The Animated Series) l'isola viene chiamata Kong Island, e a differenza delle precedenti incarnazioni, è situata nel famigerato Triangolo delle Bermuda, e non nell'Oceano Pacifico. Oltre a diverse creature preistoriche, l'isola contiene anche delle rovine, tra cui una che funge da prigione del demone Chiros. È anche il luogo in cui il protagonista Jason Jenkins e sua nonna, la dottoressa Lorna Jenkins, vivono insieme al migliore amico di Jason, Tan. Un altro abitante umano è Lua, una sciamana e unico sopravvissuto del popolo nativo dell'isola.
Nella serie animata Skull Island (serie animata 2023) di Netflix un gruppo di esploratori naufragato nel Sud del Pacifico incontra un serraglio di creature spaventose tra cui spicca Kong, l'enorme gorilla che governa l'isola di "Skull Island".

### Film del 2005

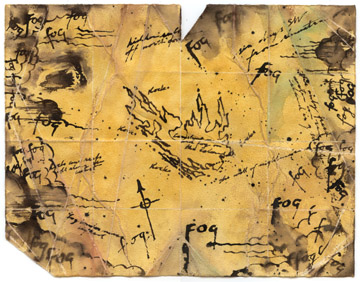
La mappa dell'isola usata per il film del 2005

Nel film King Kong del 2005, secondo remake della pellicola del 1933, il nome dell'isola non deriva da alcuna conformazione fisica, ma dall'orrore presente in ogni angolo della giungla. Stavolta l'isola è a sud ovest di Sumatra. Analogamente al film originale, anche qui appare popolata da animali preistorici: i placidi Brontosauri , i veloci Venatosauri (discendenti dei dromaeosauri), i feroci Vastatosauri (discendenti del Tyrannosaurus Rex),I vultursaurus (discendenti dei rettili volanti)  che si vedono passare nel baratro degli insetti e altri durante la battaglia tra kong e i tre Vastatosauri, i Foetodon (enormi rettili predatori discendenti dei rauisuchi), vermi carnivori, granchi ed insetti giganti detti aracno claw, carnictis , weta rex ,decracronix,abysal , deplecter e pipistrelli mostruosi detti Terapusmordax , i moon spiders .
Nell'edizione estesa dvd del film compaiono altre creature: il mostro marino Pirahnodon, degli Scorpioni di fiume detti scorpion pede , il Ferrucutus, un ceratopside centrosaurino simile a un Pachyrhinosaurus (fa anche una breve comparsa nel film mentre si abbevera nel fiume della tana di Kong), e l’uccello del terrore Brutornis aviemeous e nel videogioco le terapusmordax regine , i cuneapredator , gli udosaurus, i venatosaurus impavidus e la versione giovane del Vastatosauri rex , in skull island regin of kong appaiono normalli pipistrelli e aironi. Nel libro The World of Kong: A Natural History of Skull Island, vengono presentate numerose altre creature dell'isola, non comparse nel film , nell attrazione e il videogioco.
La storia dell'isola è raccontata da un falso documentario, Skull Island: A Natural History (presente nei contenuti speciali della versione "Collector's Edition" in DVD), attribuendo la sopravvivenza degli animali preistorici ai gas caldi emessi dalle profondità dell'isola.
Viene narrato che sull'isola si era insediata una civiltà fiorente, che aveva la sua città principale al centro dell'isola, protetta da una grande muraglia, mentre all'esterno si trovavano le tombe.
A causa dello sprofondamento naturale dell'isola, i mostri preistorici si ritrovano in uno spazio ristretto, aumentando la loro aggressività a causa del ridotto numero di prede, che poi sfocia nell'irruzione nella capitale, uccidendo ogni essere umano.
In seguito sull'isola giungono altri esseri umani, che si adattano a vivere sulla costa, dove prima vivevano i dinosauri, abitando nelle tombe in condizioni disumane, ma ancora protetti dalla muraglia.
Questi offrono periodici sacrifici all'ultimo sopravvissuto della specie di Megaprimatus kong, appunto King Kong. Nel 1933 la ben nota spedizione sbarca sull'isola e cattura Kong.
Pochi anni dopo gli eventi del film, nel 1948, l'isola sprofonda per sempre a causa di un terremoto.

### Kong: Skull Island(2017)
Nel film Kong: Skull Island (2017), l'isola è molto diversa dalle sue omologhe passate, il nome diventa Isola dei teschi. La fauna del luogo non ospita più dinosauri (anche se in una scena è possibile vedere il teschio di un Triceratops), ma organismi antichissimi e mostruosi noti come kaijū. L'isola si trova nel sud dell'Oceano Pacifico, e presenta una geografia montagnosa, con alte montagne forestali e ampie paludi, e avrà di nuovo la caratteristica forma a teschio. 
Gli animali presenti sono più simili agli animali attuali (tranne gli strisciateschi e i leafwing) piuttosto che alla fauna preistorica degli altri film, ma non meno terrificanti: la razza dominante dell'isola è quella di Kong, ormai da considerarsi estinta, sterminata dai predatori dell'isola, e di cui Kong è l'ultimo superstite. I superpredatori dell'isola sono i terribili Strisciateschi, creature rettiloidi a due zampe striscianti scavatrici, che in passato sterminarono la razza di Kong. Difatti le gigantesche scimmie erano le uniche in grado di tenergli testa ed evitare che gli Strisciateschi proliferassero senza controllo. Gli altri predatori dell'isola sono dei ragni dalle lunghe zampe simili a bambù  (forse ispirato a Kumonga), piccoli ma famelici pterosauri noti come Leafwing , calamari giganti d'acqua dolce noti come Mire Squid e gli Spore Mantis,  enormi insetto stecco carnivori. Gli erbivori dominanti dell'isola sono gli Sker Buffalo, un bufalo d'acqua gigante che vive in simbiosi con le paludi, poi ci sono cervi, bufali d'acqua e aironi guardabuoi, oltre che insetti di normali dimensioni.
Nel fumetto Skull Island: The Birth of Kong vengono presentate altre spaventose creature, non presenti nel film: gli Psychovultures, animali volanti simili a pipistrelli capaci di emettere dalle fauci una scarica elettrica, i Death Jackals, feroci predatori terrestri che ricordano un ibrido tra una iena e un Dromaesauride, il Sirenjaw, una sorta di gigantesco coccodrillo, la Magma Turtle, una enorme tartaruga erbivora e la Swamp Locust, un gigantesco insetto predatore che vive nelle paludi.
Sull'isola è anche presente una tribù di indigeni nota come Iwi, presumibilmente di origine sud-est asiatica. Si proteggono dalle creature dell'isola con enormi palizzate di legno armate di spunzoni affilati, e considerano la razza di Kong come loro dei e salvatori, gli unici in grado di tenere a bada i predatori.

## Apparizioni in altri media
Skull Island appare nelle prime scene del film Splatters - Gli schizzacervelli. Come nella serie di King Kong l'isola si trova a Sumatra ed è abitata da una tribù di cannibali. Sull'isola viene trovato un esemplare di scimmia-ratto che causerà il propagarsi del virus zombie. 
In A tutto reality - L'isola compare la cosiddetta "Isola dei Teschi", simile a quella di King Kong e anch'essa abitata da creature mostruose come bigfoot, uccelli preistorici (erroneamente identificati come pterodattili) e castori lanosi (castori preistorici zannuti del Pleistocene).